# Вайоли
Вайоли — один из западнопапуасских языков, распространён на острове Хальмахера — в о́круге Северный Хальмахера провинции Северное Малуку (Индонезия).
По данным Ethnologue, количество носителей данной группы языков составляло примерно 3000 чел. в 1987 году.
Наиболее близкий язык — гамконора.